# Araria
Araria là một thành phố và khu đô thị của quận Araria thuộc bang Bihar, Ấn Độ.

## Địa lý
Araria có vị trí 26°09′B 87°31′Đ / 26,15°B 87,52°Đ Nó có độ cao trung bình là 47 mét (154 feet).

## Nhân khẩu
Theo điều tra dân số năm 2001 của Ấn Độ, Araria có dân số 60.594 người. Phái nam chiếm 54% tổng số dân và phái nữ chiếm 46%. Araria có tỷ lệ 50% biết đọc biết viết, thấp hơn tỷ lệ trung bình toàn quốc là 59,5%: tỷ lệ cho phái nam là 58%, và tỷ lệ cho phái nữ là 42%. Tại Araria, 18% dân số nhỏ hơn 6 tuổi.